# جيم آدامز
جيم آدامز (بالإنجليزية: Jim Adams)‏ (16 نوفمبر 1969 في الولايات المتحدة - ) هو مدرب كرة قدم ولاعب كرة قدم أمريكي في مركز حراسة المرمى. لعب مع نيو إنجلاند ريفولوشن وCanton Invaders ‏ وشيكاغو باور ‏ وCincinnati Excite ‏ وCincinnati Riverhawks ‏ وCleveland Crunch ‏ وDayton Dynamo (1988–1995) ‏ وDelaware Wizards ‏ وDenver Thunder ‏ وKansas City Attack ‏ وColumbus Xoggz ‏.